# Horyniec-Zdrój (gemeente)

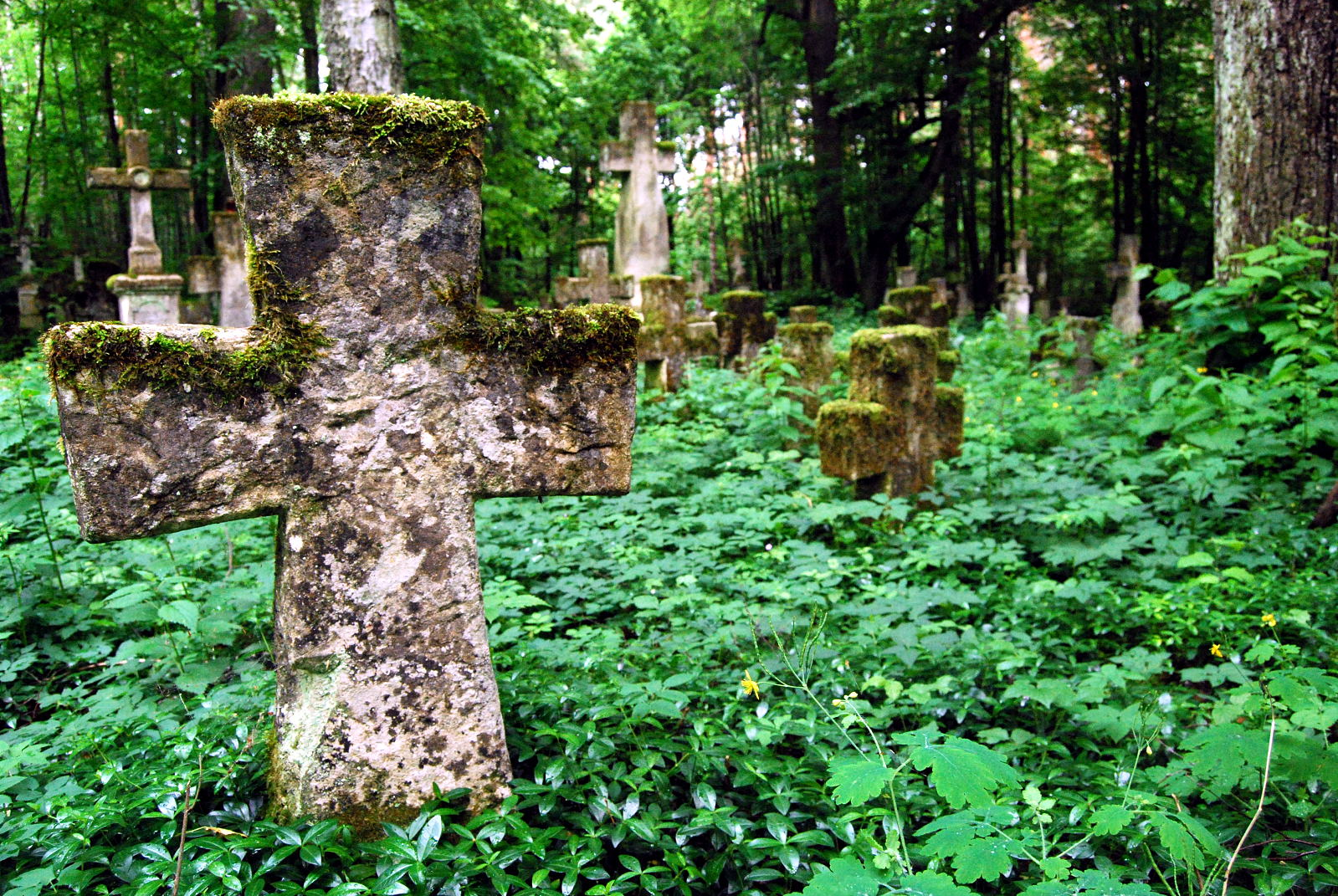
De overblijfselen van een Grieks-katholieke begraafplaats op het terrein van het in 1945 afgebrande dorp Stare Brusno is thans een monument

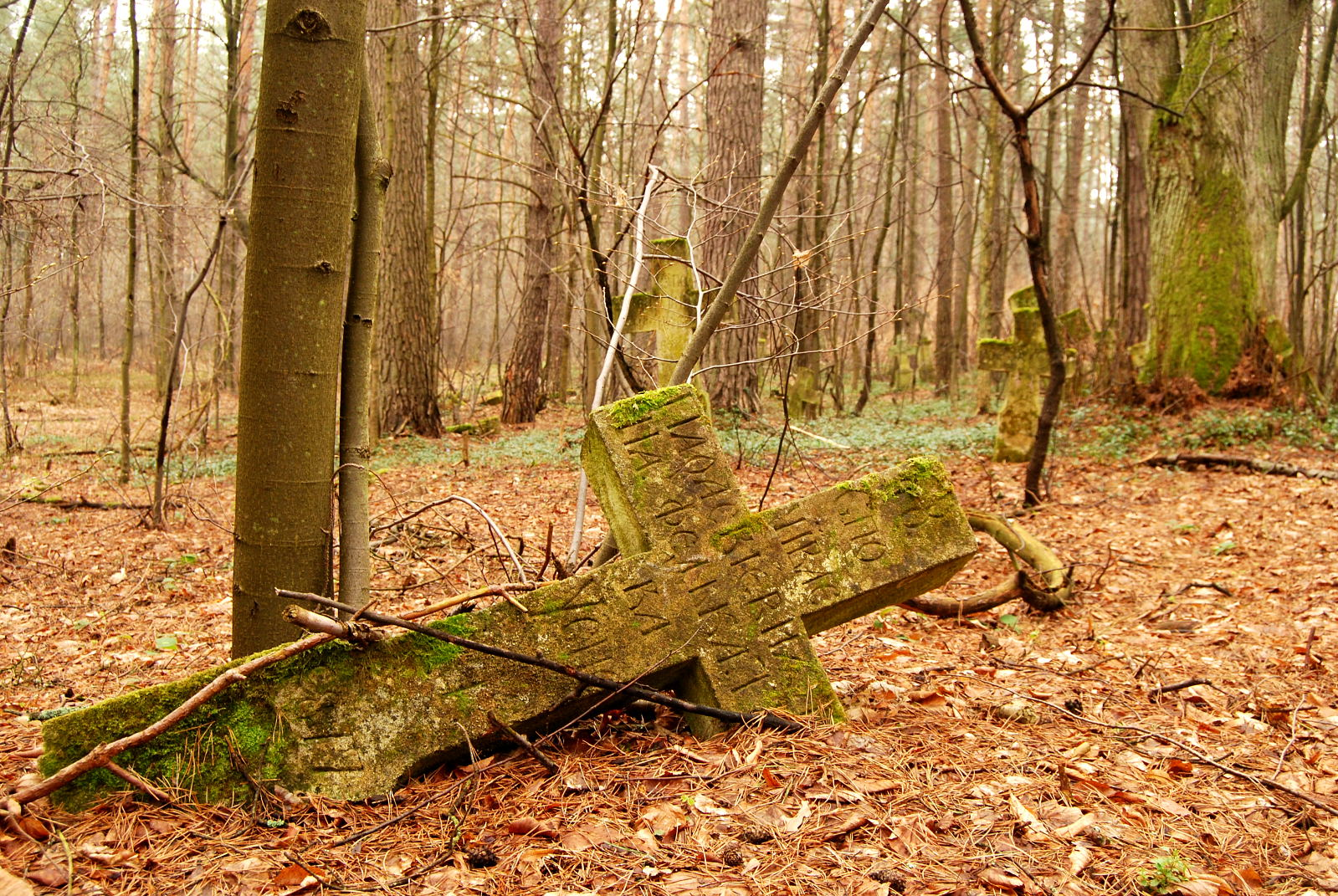
Voormalige Grieks-katholieke begraafplaats in Podemszczyzna

De gemeente Horyniec-Zdrój (tot 2001 gmina Horyniec is een landgemeente in het Poolse woiwodschap Subkarpaten, in powiat Lubaczowski.
De zetel van de gemeente is in Horyniec-Zdrój.
Op 30 juni 2004 woonden 4933 inwoners in de gemeente.

## Oppervlaktegegevens
Horyniec-Zdrój beslaat 202,78 km², waarvan:
- agrarisch gebied: 37%
- bossen: 57%

De gemeente beslaat 15,5% van de totale oppervlakte van de powiat.

## Demografie
Stand op 30 juni 2004:
| Omschrijving                   | Totaal | Totaal | Vrouwen | Vrouwen | Mannen | Mannen |
| ------------------------------ | ------ | ------ | ------- | ------- | ------ | ------ |
| eenheid                        | aantal | %      | aantal  | %       | aantal | %      |
| inwoners                       | 4933   | 100    | 2467    | 50      | 2466   | 50     |
| bevolkingsdichtheid (inw./km²) | 24,3   | 24,3   | 12,2    | 12,2    | 12,2   | 12,2   |

## Administratieve plaatsen (sołectwo)
Werchrata, Prusie, Nowe Brusno, Polanka Horyniecka, Nowiny Horynieckie, Dziewięcierz, Podemszczyzna, Krzywe, Horyniec-Zdrój, Wólka Horyniecka, Radruż.
Zonder de status sołectwo : Mrzygłody Lubyckie

## Aangrenzende gemeenten
Cieszanów, Lubaczów, Narol. De gemeente grenst aan Oekraïne.